# Třída Sampari
Třída Sampari (KCR-60M) je třída raketových člunů indonéského námořnictva. Do roku 2025 bylo objednáno osm jednotek této třídy. Do služby začaly vstupovat roku 2014. Do roku 2023 bylo dokončeno prvních šest jednotek. Hlídkový derivát třídy (bez řízených střel), je označen třídy Dorang (PC-60).

## Stavba

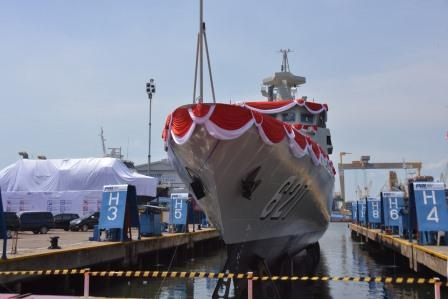
KRI Kerambit (627) při spuštění na vodu

Raketové čluny třídy Sampari jsou jedním ze tří hlavních projektů indonéského modernizačního programu KCR (Kapal Cepat Rudal – rychlý raketový člun), v rámci kterého byly vyvinuty menší raketové čluny třídy Clurit (KCR-40) loděnice PT Palindo a trimaran KRI Klewang (625) loděnice PT Lundin. Indonéské námořnictvo přitom plánuje, že do roku 2024 získá až 44 nových rychlých raketových člunů.
Třídu vyvinula a staví indonéská loděnice PT PAL Shipyard v Surabaja. Nejprve byla postavena úvodní tříkusová série, zařazena do služby mezi květnem a zářím 2014. Stavba prototypu přitom byla zahájena 24. května 2012 slavnostním řezáním oceli. V březnu 2016 byl zveřejněn záměr námořnictva objednat ještě čtvrtou jednotku této třídy. Ta byla na vodu spuštěna v roce 2018. Dne 28. prosince 2018 byla objednána stavba dalších čtyř plavidel. Celkem jich tedy bude osm.
Jednotky třídy Sampari:
| Jméno              | Skupina | Spuštěna         | Vstup do služby   | Status    |
| ------------------ | ------- | ---------------- | ----------------- | --------- |
| KRI Sampari (628)  | Batch 1 |                  | 28. května 2014   | aktivní   |
| KRI Tombak (629)   | Batch 1 | 28. května 2014  | 27. srpna 2014    | aktivní   |
| KRI Halasan (630)  | Batch 1 | 9. července 2014 | 17. září 2014     | aktivní   |
| KRI Kerambit (627) | Batch 2 | 27. února 2018   | 27. července 2019 | aktivní   |
| KRI Kapak (625)    | Batch 3 | 5. prosince 2021 | 17. května 2023   | aktivní   |
| KRI Panah (626)    | Batch 3 | 20. dubna 2022   | 17. května 2023   | aktivní   |
|                    |         |                  |                   | objednána |
|                    |         |                  |                   | objednána |

## Konstrukce

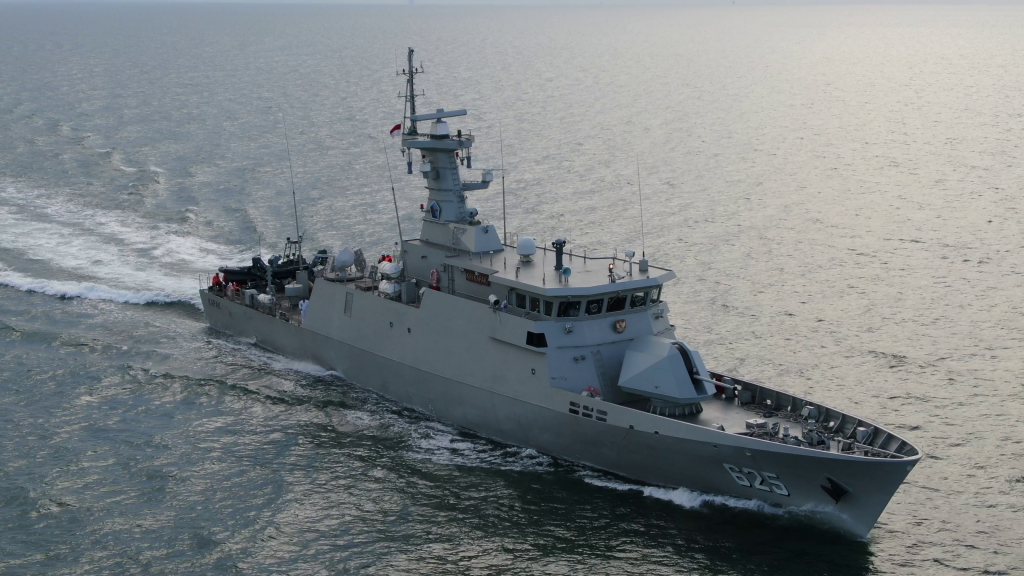
KRI Kapak (625)

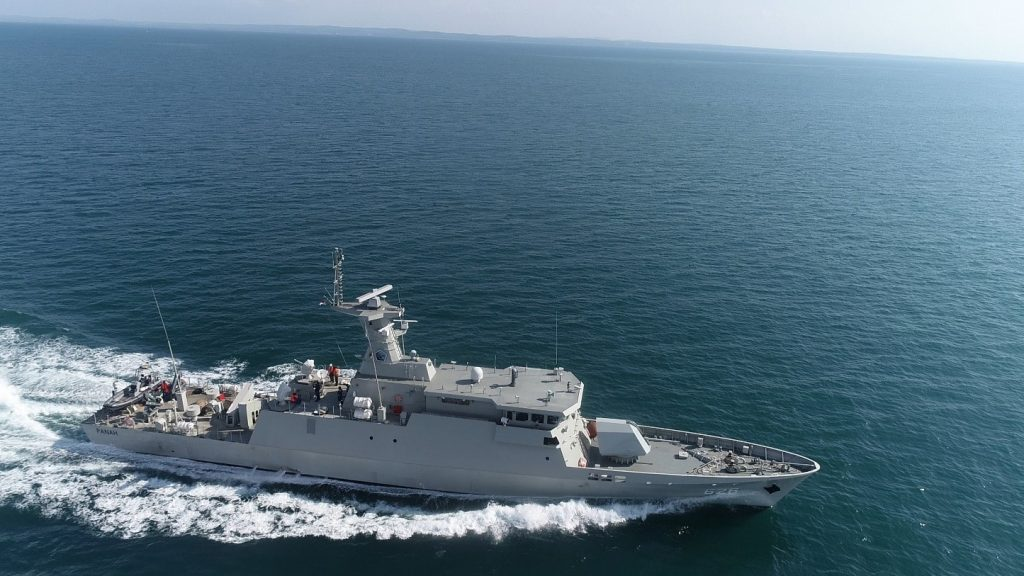
KRI Panah (626)

Plavidla jsou vyzbrojena jedním 57mm kanónem AK-257, dvěma 20mm kanóny a čtyřmi protilodními střelami C-705 s dosahem 120 km. Jejich obranu posilují dva vrhače klamných cílů. Pohánějí je dva diesely roztáčející dva lodní šrouby. Nejvyšší rychlost dosahuje 28 uzlů, cestovní rychlost 20 uzlů a ekonomická 15 uzlů. Dosah je 2400 námořních mil při 20 uzlech a autonomie 9 dní.

### Modifikace
V roce 2019 byl pro vyzbrojení této plavidel třídy vybrán 57mm kanón Bofors Mk3 dodávaný společností BAE Systems. Zároveň byly objednány čtyři systémy, z nichž dva dostanou rozestavěná pátá a šestá jednotka třídy a zbývající dvě již dokončená plavidla.